# Joshua Malina
Pour les articles homonymes, voir Malina.
Joshua Malina, né le 17 janvier 1966 à New York, (État de New York, États-Unis), est un acteur américain.

## Biographie

### Jeunesse & débuts
Joshua Charles Malina naît le 17 janvier 1966 à New York, (État de New York, États-Unis)

### Carrière
Joshua Malina commence sa carrière d'acteur en 1992 dans le film Des hommes d'honneur, écrit par Aaron Sorkin, un ami de longue date. Son script s'y résume à cinq mots (parmi "Yes" et "Sir"). Leur collaboration se poursuit en 1995 dans le film Le Président et Miss Wade.
C'est en 2002 que Malina connaît son plus grand succès. Il rejoint la série À la Maison-Blanche, également créée par Sorkin. Après la fin de la série, en 2006, Malina fait de courtes apparitions dans de nombreuses séries, comme Stargate SG-1 ou The Big Bang Theory.
En 2012, il obtient l'un des rôles principaux de la série dramatique Scandal.

## Filmographie

### Cinéma
- 1992 : Des hommes d'honneur de Rob Reiner : Tom
- 1993 : Dans la ligne de mire de Wolfgang Petersen : Agent Chavez
- 1995 : Separate Lives de David Madden : Randall
- 1995 : Le Président et Miss Wade de Rob Reiner : David
- 1998 : Bulworth de Warren Beatty : Bill Feldman
- 2003 : Hôtesse à tout prix de Bruno Barreto : Randy Jones
- 2005 : Just Friends de Roger Kumble
- 2012 : The First Time de Jon Kasdan : le père d'Aubrey
- 2013 : Knights of Badassdom de Joe Lynch : Travis
- 2014 : The Young Kieslowski (en) de Kerem Sanga : Robert Kieslowski
- 2016 : L'Exception à la règle (Rules Don't Apply) de Warren Beatty : Herb

### Télévision
- 1996 : Sliders
- 1998 : De la Terre à la Lune (mini-série)
- 1998-2000 : Sports Night : Jeremy Goodwin
- 2002-2006 : À la Maison-Blanche : Will Bailey
- 2007 : Big Shots
- 2007 : Numb3rs : Howard Meeks
- 2007 : Stargate SG-1
- 2008 : Grey's Anatomy : Seth Hammer
- 2009 : Terminator : Les Chroniques de Sarah Connor : Agent Auldridge
- 2009-2011 : US Marshals : Protection de témoins : Peter Alpert
- 2009 : ICarly
- 2009 : Psych : Enquêteur malgré lui : Stewart Gimbley
- 2009 : Dr House : Tucker (Saison 6, épisode 10)
- 2010 : Bones : Dr Adam Copeland
- 2010 : Bailey et Stark (The Good Guys)
- 2011-2019 : The Big Bang Theory (14 épisodes): Président Siebert
- 2011 : Les Experts : Miami : Neil Marshall
- 2011 : Private Practice : Jason
- 2011 : American Horror Story : Dr David Curan, le dentiste
- 2012-2018 : Scandal : David Rosen
- 2014 : Extant : Dr Scott Beck
- 2014 : New York, unité spéciale (saison 15, épisodes 23 et 24) : Simon Wilkes
- 2020 : Shameless (saison 11) : Officier Tipping
- 2020 : Most Wanted Criminal (saison 1 épisode 10) : Paul Hayden